# Opal Butterfly
Opal Butterfly — британская рок-группа, образовавшаяся в 1968 году в Оксфордшире, Англия, исполнявшая психоделический поп-рок и, согласно Allmusic, запомнившаяся «безупречным вкусом при выборе каверов, а также именами музыкантов, прошедших через её состав». Саймон Кинг и Лемми после распада группы встретились вновь в Hawkwind, Рэй Мэйджор некоторое время был участником Mott the Hoople.

## История группы
Предшественником Opal Butterfly был ансамбль Cardboard Heaven, который образовался в 1967 году в Оксфордшире и исполнял, выступая в местных клубах, стандарты соул и ритм-энд-блюза. В конце 1967 года двое участников коллектива — Саймон Кинг (Simon King) и Робби Милн (Robbie Milne) образовали Opal Butterfly. Известно, что прежде Робби играл с Dicot, группой, одним из участников которой был Артур Браун, тогда ещё — студент Редингского университета. К Кингу и Милну присоединились бас-гитарист Ричард Барди (Richard Bardey), гитарист Томми Доэрти (Tommy Doherty) и вокалист Алан Лав (Allan Love). 1968 год квинтет провёл практически взаперти, непрерывно репетируя, затем представил CBS демо «I Had Too Much to Dream Last Night» (Electric Prunes) и получил контракт.
В 1968 году Opal Butterfly дебютировали с синглом «Beautiful Beige» («Speak Up» на обороте), который рецензенты назвали «безупречным дебютом» и «очаровательным срезом многоголосой поп-психоделии». Делами группы занялись менеджеры Джефф Хибберд и Бернард Кокрен, представлявшие Starlight Artistes. Интерес в музыкальной прессе вызвал и второй релиз, кавер-версия The Who «Mary Anne with the Shaky Hand» (с «My Gration Or?» на обороте, длившейся 7:27), которую один из рецензентов нашёл «более грандиозной и энергичной, чем, собственно, оригинал». В записи сингла в качестве приглашённого музыканта принял участие Алан Кобб (Alan Cobb) из Cardboard Heaven. В 1969—1970 годах Opal Butterfly много гастролировали. Основу их сета составляли каверы («Sunshine of Your Love», «My White Bicycle», «Flames», «The Great Banana Hoax»), а исполнение в целом было намного ближе к звучанию экспериментального трека «My Gration Or?» (в котором, согласно Allmusic, «фидбэка было столько, что не выдержал бы и Creation-фэн») и двум демо, чем к мелодичным синглам.
В 1969 году Робби Милн вышел из состава и образовал новую группу того же названия, куда вошли вокалист Рэй Оуэн (Ray Owen, известный по участию в Moon и Juicy Lucy), Дэйви О’Лист (Davy O’List, гитара), XX (бас) и Майк Бёрчетт (Mike Burchett, ударные). Эта версия просуществовала недолго, потому что Томми Доэрти и Саймон Кинг возродили группу, сохранив название и пригласив к участию Лемми (гитара, в будущем участника Hawkwind и Motorhead), а позже на его место Рэя Мэйджора. С ним трио записало третий сингл «Groupie Girl» («The Gigging Song», b-side) на Polydor Records, а кроме того снялось в одном из эпизодов фильма «Groupie Girl» (реж. Дерек Форд, при участии Эсме Джонса, Билли Бойла, Ричарда Шоу). В конце 1970 года Opal Butterfly распались.
Кинг (по рекомендации Лемми) вошёл в состав Hawkwind. Милн стал участником группы New Look Soul Band, позже переименовавшейся в Fine China; секстет (наиболее известным участником которого был клавишник Майкл Барримор) базировался в Лондоне, гастролировал, в основном в Германии, исполняя психоделический рок, созвучный Jethro Tull и Cream, и распался в 1971 году.

## Дискография
- 1968 — «I Had Too Much to Dream (Last Night)» (demo)
- 1968 — «Beautiful Beige» / «Speak Up» (CBS, сингл)
- 1968 — «Mary Anne with the Shaky Hand» (сингл)
- 1969 — «Groupie Girl» / «The Gigging Song» (Polydor, сингл)
- 1970 — Groupie Girl (саундтрек, куда вошли два сингла группы. Polydor 2383 031)